# Nahangbagrus
Nahangbagrus is een monotypisch geslacht van straalvinnige vissen uit de familie van de slanke meervallen (Amblycipitidae).

## Soorten
- Nahangbagrus songamensis Nguyen & Vo, 2005